# Grzybówka równobarwna
Grzybówka równobarwna (Mycena concolor (J.E. Lange) Kühner) – gatunek grzybów z rodziny grzybówkowatych (Mycenaceae).

## Systematyka i nazewnictwo
Pozycja w klasyfikacji według Index Fungorum: Mycena, Mycenaceae, Agaricales, Agaricomycetidae, Agaricomycetes, Agaricomycotina, Basidiomycota, Fungi.
Po raz pierwszy takson ten opisał w 1930 r. Jakob Emanuel Lange, nadając mu nazwę Omphalia picta var. concolor. Obecną, uznaną przez Index Fungorum nazwę nadał mu Robert Kühner w 1938 r.
Nazwę polską nadała Maria Lisiewska w 1987 r.

## Morfologia
Kapelusz
Średnica 7–12 mm, kształt początkowo szeroko stożkowaty lub paraboliczny, potem spłaszczony, płasko-wypukły, z garbkiem lub bez, płytko bruzdowany, półprzezroczyście prążkowany. Powierzchnia oprószona, aksamitna. Jest higrofaniczny; w stanie wilgotnym ciemnobrązowy, często z czarniawo-szarym środkiem, w stanie wilgotnym wyblakły, szarawy, z białawym brzegiem.
Blaszki
W liczbie 15–20 dochodzących do trzonu, szeroko przyrośnięte lub zbiegające ząbkiem. Początkowo brzuchate lub łukowate, potem proste, dość grube, gładkie lub żebrowane, dość ciemno szaro-brązowe, bledsze z wiekiem. Ostrze białawe.
Trzon
Wysokość 25–65 mm, grubość 1–2 mm, walcowaty, pusty w środku, prosty lub nieco wygięty. Powierzchnia w górnej części delikatnie oprószona, w dolnej naga. Barwa mniej lub bardziej szarobrązowa do białoszarej. Podstawa z długimi, elastycznymi, białawymi włókienkami.
Miąższ
Wodnisty, szaro-brązowy, bez zapachu i z nieznacznym smakiem.
Cechy mikroskopowe
Podstawki 27–35 × 7–10 µm, maczugowate, 4-zarodnikowe. Zarodniki 8–10,7 × 5–13 µm, wydłużone, pipetowate lub niemal cylindryczne, gładkie, amyloidalne. Cheilocystydy 15–45 × 8–17 µm, przemieszane z podstawkami, o wierzchołkach mniej lub bardziej rozgałęzionych, pokrytych nierównomiernie dość grubymi, prostymi lub zakrzywionymi naroślami o wymiarach 2–10,5 (–33) × 1–3,5 µm. Pleurocystyd brak. Strzępki włosków o szerokości do 2–3,5 µm, rozgałęzione i splecione, osadzone w galaretowatej masie. Strzępki w skórce trzonu o szerokości 1,5–4,5 µm, mniej lub bardziej gęsto pokryte prostymi lub rozgałęzionymi naroślami 1,8–7 × 1–2,5 µm, nieco żelatynizowane. Strzępki skórki trzonu o szerokości 1,5–4 µm, gładkie. Sprzążki występują w strzępkach wszystkich części grzyba.

## Występowanie i siedlisko
Władysław Wojewoda w zestawieniu grzybów wielkoowocnikowych Polski w 2003 r. przytacza trzy stanowiska z uwagą, że jego rozprzestrzenienie i stopień zagrożenia nie są znane. Znajduje się na Czerwonej liście roślin i grzybów Polski. Ma status E – gatunek zagrożony wymarciem, którego przetrwanie jest mało prawdopodobne, jeśli nadal będą działać czynniki zagrożenia.
Grzyb saprotroficzny. Zwykle rośnie na torfowiskach, ale czasami występuje w innych siedliskach. Owocniki od lata do późnej jesieni.

## Gatunki podobne
Od grzybówki popielatej (Mycena cinerella) odróżnia się ciemniejszym kapeluszem i brakiem mączystego zapachu.